# Stazione meteorologica di Reggio Emilia
La stazione meteorologica di Reggio nell'Emilia è la stazione meteorologica di riferimento relativa alla città di Reggio nell'Emilia.

## Coordinate geografiche
La stazione meteo si trova nell'Italia settentrionale, in Emilia-Romagna, nel comune di Reggio nell'Emilia, a 62 metri s.l.m. e alle coordinate geografiche 44°41′52.01″N 10°38′01.14″E.

## Dati climatologici
In base alla media trentennale di riferimento 1961-1990, la temperatura media del mese più freddo, gennaio, si attesta a +1,3 °C; quella del mese più caldo, luglio, è di +24,0 °C.
Le precipitazioni medie annue si aggirano sui 700 mm, distribuite mediamente in 78 giorni, con minimi relativi in inverno ed estate e picchi moderati in primavera ed autunno.
| Reggio Emilia       | Mesi | Mesi | Mesi | Mesi | Mesi | Mesi | Mesi | Mesi | Mesi | Mesi | Mesi | Mesi | Stagioni | Stagioni | Stagioni | Stagioni | Anno |
| Reggio Emilia       | Gen  | Feb  | Mar  | Apr  | Mag  | Giu  | Lug  | Ago  | Set  | Ott  | Nov  | Dic  | Inv      | Pri      | Est      | Aut      | Anno |
| ------------------- | ---- | ---- | ---- | ---- | ---- | ---- | ---- | ---- | ---- | ---- | ---- | ---- | -------- | -------- | -------- | -------- | ---- |
| T. max. media (°C)  | 4,2  | 7,2  | 12,8 | 17,2 | 22,3 | 26,8 | 29,6 | 28,8 | 24,2 | 17,5 | 10,5 | 5,5  | 5,6      | 17,4     | 28,4     | 17,4     | 17,2 |
| T. min. media (°C)  | −1,6 | 0,1  | 4,2  | 8,1  | 12,3 | 16,2 | 18,5 | 18,1 | 14,7 | 10,0 | 4,9  | 0,4  | −0,4     | 8,2      | 17,6     | 9,9      | 8,8  |
| Precipitazioni (mm) | 47   | 45   | 58   | 73   | 71   | 57   | 35   | 39   | 57   | 84   | 77   | 57   | 149      | 202      | 131      | 218      | 700  |
| Giorni di pioggia   | 6    | 6    | 7    | 8    | 8    | 6    | 4    | 4    | 6    | 8    | 8    | 7    | 19       | 23       | 14       | 22       | 78   |